# Aaron Kangas
Aaron Antton Mikael Kangas (* 3. Juli 1997) ist ein finnischer Leichtathlet, der sich auf den Hammerwurf spezialisiert hat.

## Sportliche Laufbahn
Erste internationale Erfahrungen sammelte Aaron Kangas im Jahr 2018 bei den Junioreneuropameisterschaften in Eskilstuna, bei denen er mit dem 6-kg-Hammer mit einer Weite von 69,79 m den zwölften Platz belegte. Im Jahr darauf erreichte er bei den U20-Weltmeisterschaften in Bydgoszcz mit 72,64 m Rang neun und 2017 wurde er bei den U23-Europameisterschaften ebendort mit 65,99 m Neunter. Zwei Jahre später belegte er bei den U23-Europameisterschaften in Gävle mit 70,58 m den fünften Platz. 2022 schied er bei den Weltmeisterschaften in Eugene mit 69,69 m in der Qualifikationsrunde aus und anschließend verpasste er bei den Europameisterschaften in München mit 71,08 m ebenfalls den Finaleinzug. Im Jahr darauf wurde er bei der 1. Liga der Team-Europameisterschaft im Rahmen der Europaspielen in Chorzów mit 72,39 m Fünfter. Im August schied er dann bei den Weltmeisterschaften in Budapest mit 72,96 m in der Qualifikationsrunde aus. 2024 verpasste er bei den Europameisterschaften in Rom mit 71,58 m den Finaleinzug.
In den Jahren 2020 und 2023 wurde Kangas finnischer Meister im Hammerwurf. Er ist der Bruder des Kugelstoßers Arttu Kangas.